# Église Saint-Martin de Gasparets

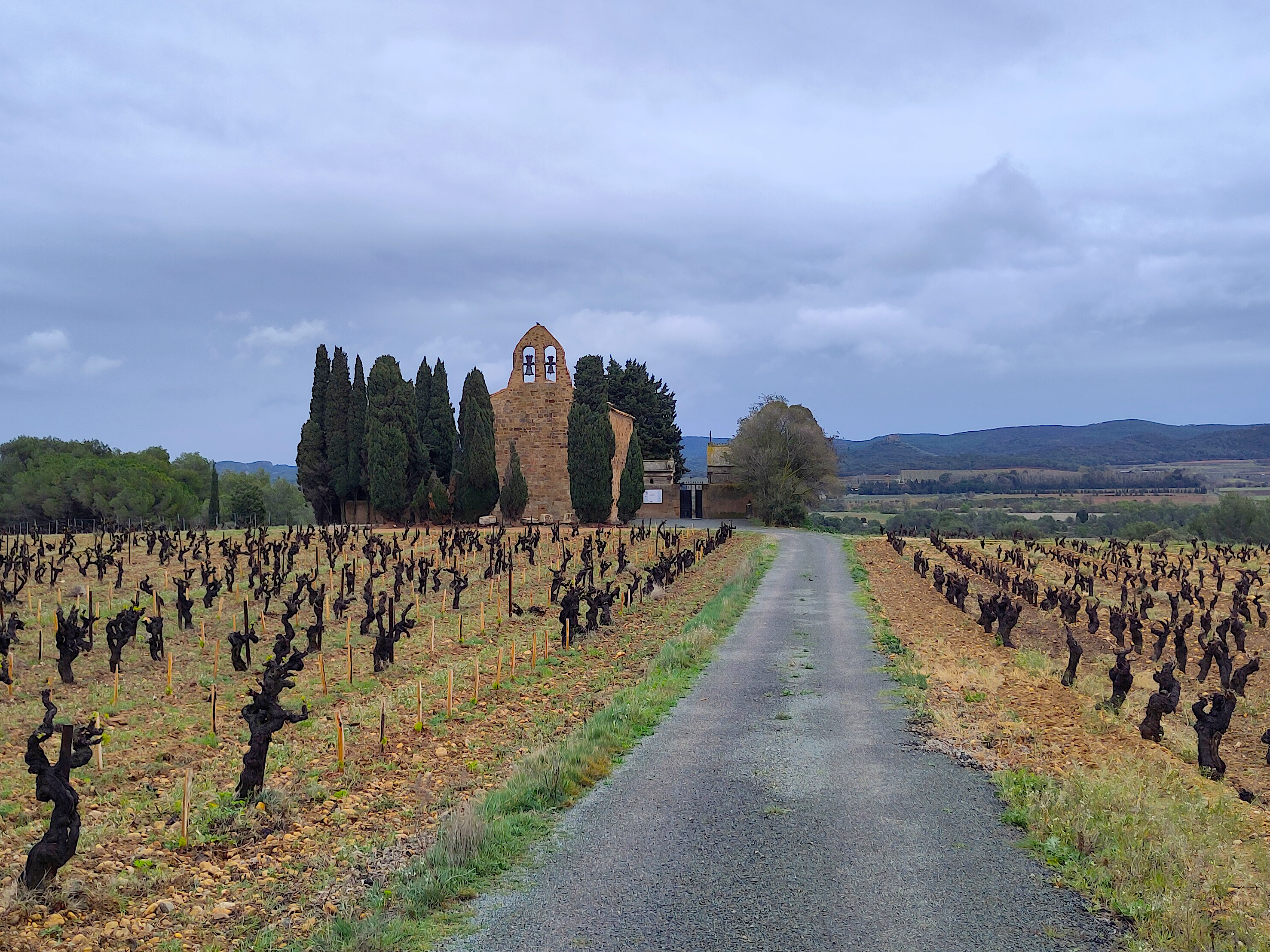
L'église St-Martin vue du chemin en venant de Gasparets.

L'église Saint-Martin est une église située en France sur le territoire de la commune de Boutenac, dans le département de l'Aude, en région Occitanie.
Elle fait l'objet d'une inscription au titre des monuments historiques depuis 1948.

## Localisation
L'église est située dans le hameau de Gasparets commune de Boutenac. 

## Historique
En 1089, Gasparets était une villa. L'église Saint-Martin de Gasparets est mentionnée en 1119. Au cours du XIIe siècle, la famille de Gasparets, de par ses libéralités successives envers les monastères de Lagrasse et de Fontfroide puis envers les Hospitaliers de l'ordre de Saint-Jean de Jérusalem, amena ces trois ordres religieux à prétendre à leurs droits sur ce territoire.
En 1360, elle figure sur la liste des églises dépendant de l'archevêché de Narbonne. L'édifice a été restauré au XIXe siècle. Il est inscrit au titre des monuments historiques depuis le 7 avril 1948.

## Description

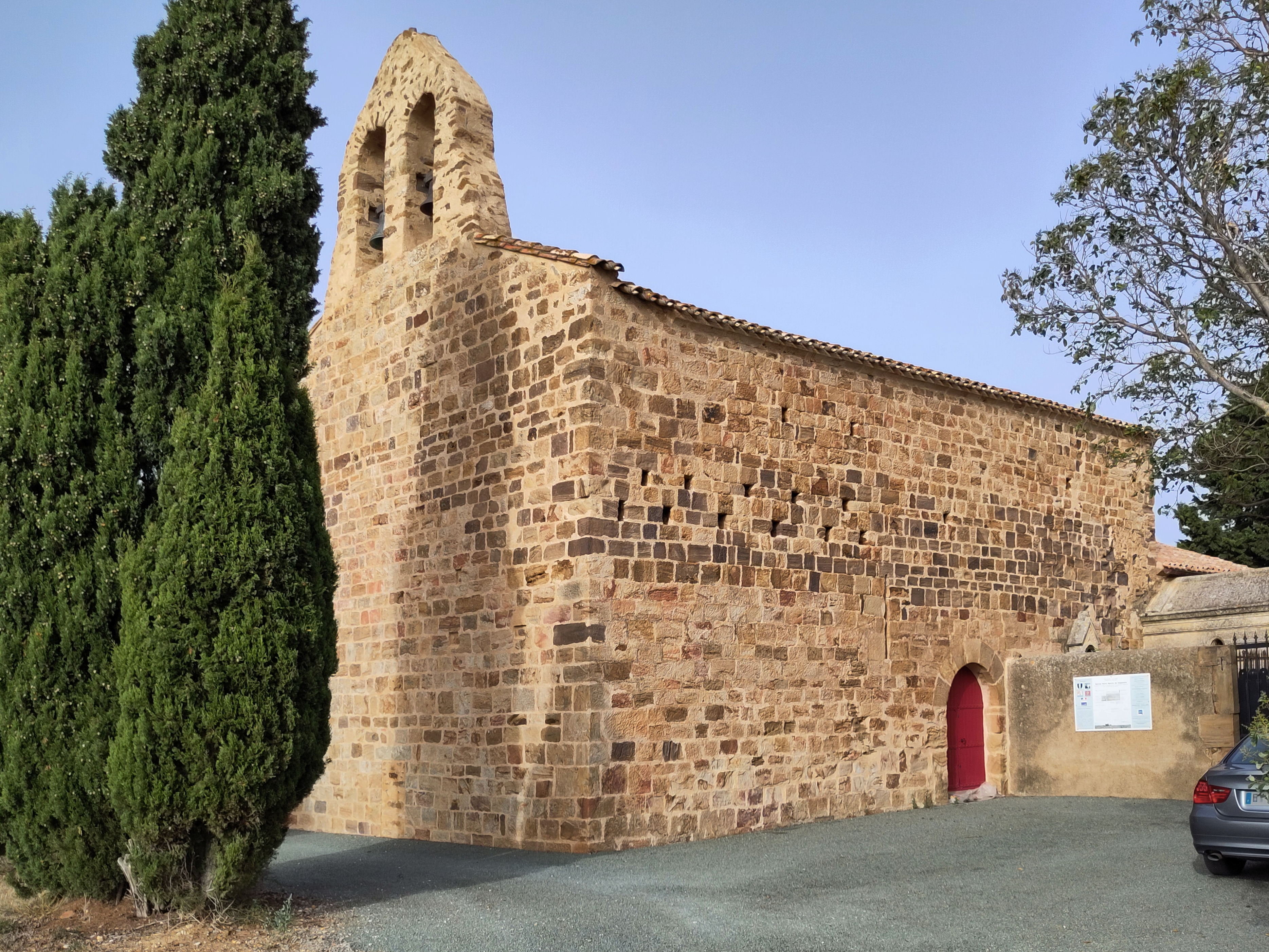
Église St-Martin de Gasparets, vue extérieure côté Sud

L'église est composée d'une nef et d'un chœur qui ont été construits à deux époques différentes. Le chevet est la partie la plus ancienne de l'édifice. La nef est voûtée en berceau brisé. Le chœur est plus bas que la nef. 